# Halluin
Halluin – miejscowość i gmina we Francji, w regionie Hauts-de-France, w departamencie Nord.
Według danych na rok 1990 gminę zamieszkiwało 17 629 osób, a gęstość zaludnienia wynosiła 1404 osób/km² (wśród 1549 gmin regionu Nord-Pas-de-Calais Halluin plasuje się na 36. miejscu pod względem liczby ludności, natomiast pod względem powierzchni na miejscu 201.).

## Współpraca
Miejscowości partnerskie:
- Longbenton, Wielka Brytania
- Oer-Erkenschwick, Niemcy
- Pniewy, Polska
- Zulte, Belgia